# اورال (شهرستان گافوریسکی، باشقیرستان)
اورال (انگلیسی: Ural, Gafuriysky District, Republic of Bashkortostan) یک شهرک در شهرستان گافوریسکی استان باشقیرستان کشور روسیه است.